# Batara à tête rousse
Thamnophilus ruficapillus
Espèce
Statut de conservation UICN

 LC  : Préoccupation mineure
Le Batara à tête rousse (Thamnophilus ruficapillus) est une espèce d'oiseau de la famille des Thamnophilidae.

## Répartition et sous-espèces
- T. r. cochabambae (Chapman, 1921) – flanc est des Andes (du centre de la Bolivie au nord-ouest de l'Argentine) ;
- T. r. ruficapillus Vieillot, 1816 – moitié sud de la forêt atlantique, selva misionera, région Sud et nord de la Pampa.